# IC 1012
IC 1012 је спирална галаксија у сазвјежђу Волар која се налази на листи објеката дубоког неба у Индекс каталогу.
Деклинација објекта је + 30° 56' 54" а ректасцензија 14h 27m 9,5s. Привидна величина (магнитуда) објекта IC 1012 износи 13,9 а фотографска магнитуда 14,6. IC 1012 је још познат и под ознакама IC 4431, UGC 9257, MCG 5-34-43, CGCG 163-52, PGC 51600.